# Дом призраков (фильм, 2017)
«Дом призраков» (англ. Ghost House) — фильм ужасов совместного производства США и Таиланда 2017 года.

## Сюжет
Джули и её бойфренд Джим отправляются в Таиланд на отдых. В аэропорту их встречает вежливый шофёр Гого, от которого они узнают легенду о «домах призраков», расположенных на кладбище, в которых обретают покой духи умерших. К несчастью для главных героев, призраки не простят им вторжения в свои владения.

## В ролях
- Скаут Тейлор-Комптон — Джули
- Джеймс Эбер — Джим
- Марк Бун Джуниор — Рено
- Расселл Джеффри Бэнкс — Роберт
- Ричард Грей — Билли
- Майкл С. Нью — Гого